# Lezbično-feministična univerza
Lezbično-feministična univerza (kratica LFU) je iniciativa posameznic, ki od marca 2010 v okviru AKC Metelkova mesto deluje kot avtonomen izobraževalni, teoretski, umetnostni in akcijski prostor za lezbijke in ženske, ki jih zanima lezbični feminizem, antifašizem in antikapitalizem. »Univerza« je mišljena ironično, saj načini učenja slonijo na načelih samoorganizacije, avtonomije, aktivne udeležbe in demokratičnem ter nehierarhičnem odločanju vseh udeleženk.
Lezbično-feministična univerza domuje v ŠKUC – Kulturnem centru Q (klubu Tiffany) v AKC Metelkova mesto. Zaradi nedotakljivosti pravice do ženskih prostorov in omogočanja varnega in predvsem svobodnega okolja za ženske ter razvijanja lastnih misli udeleženk so LFU srečanja odprta le za ženske.